# Associazione Sportiva Roma 2025-2026
Questa voce raccoglie le informazioni riguardanti l'Associazione Sportiva Roma nelle competizioni ufficiali della stagione 2025-2026.

## Stagione

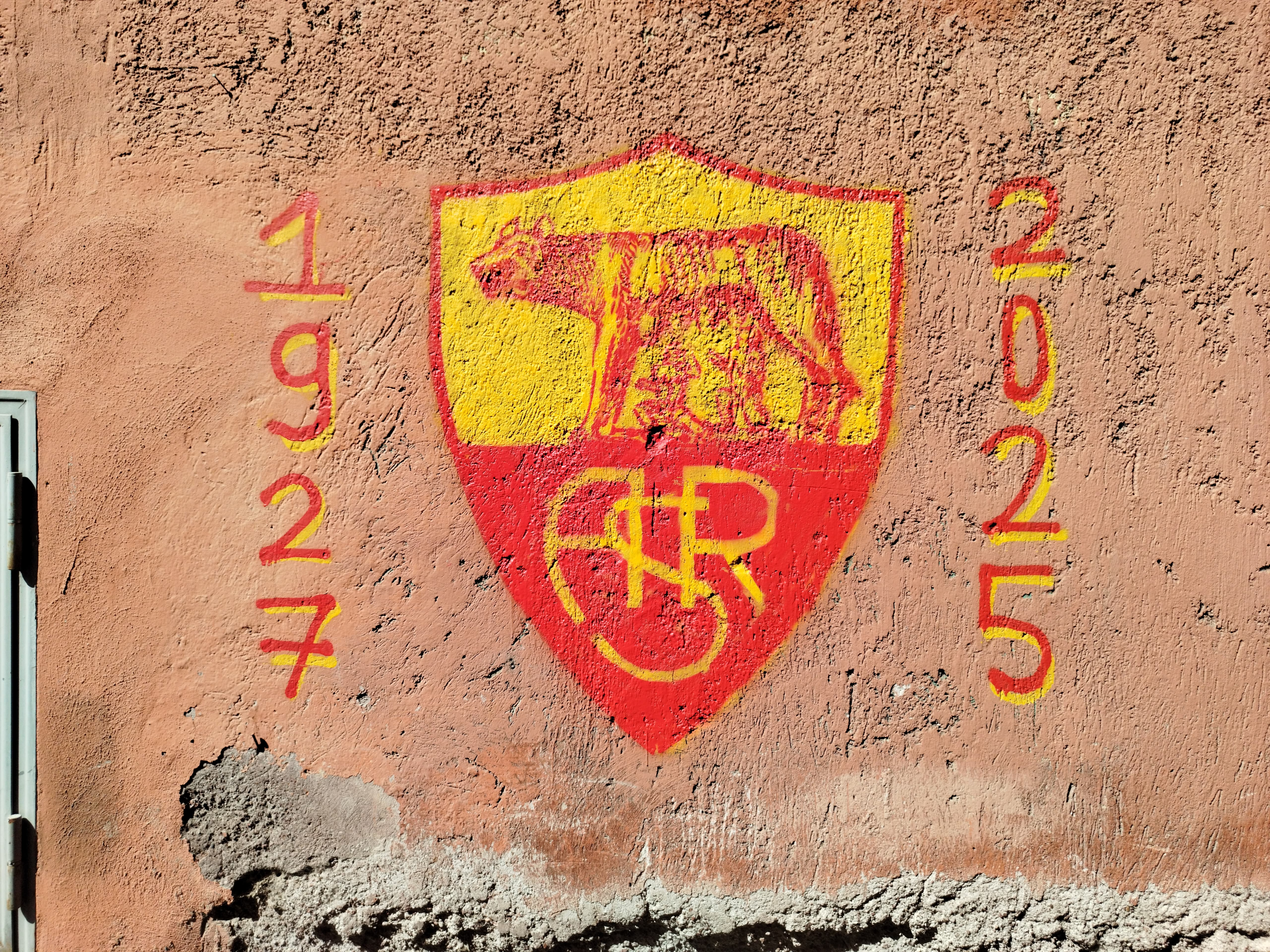
Murale realizzato in occasione del 98º anniversario della Roma

Quella del 2025-2026 è la 97ª stagione nel torneo della massima serie del campionato italiano, la 74ª consecutiva in Serie A.

## Divise e sponsor
Lo sponsor tecnico è Adidas, mentre il back sponsor è Auberge Resorts.
| Casa | Terza |

## Organigramma societario
Di seguito l'organigramma societario.
Area direttiva
- Presidente: Dan Friedkin
- Vicepresidente esecutivo: Ryan Friedkin
- Chief Executive Officer: carica vacante
- Chief Financial Officer: Jason Morrow
- Chief Football Operating Officer: Maurizio Lombardo
- Consiglieri: Marc Watts, Eric Williamson
- Senior Advisor: Claudio Ranieri
- Direttore Sportivo: Frederic Massara
- Team Manager: Vincenzo Todaro

Area tecnica
- Allenatore: Gian Piero Gasperini
- Allenatore in seconda: Tullio Gritti
- Collaboratore tecnico: Mauro Fumagalli, Sergio Spalla
- Match analyst:
- Preparatore dei portieri: Simone Farelli
- Preparatore atletico: Domenico Borelli, Gabriele Boccolini, Carlo Spignoli, Massimo Catalano

## Rosa
Di seguito la rosa (numerazione aggiornate al 20 agosto 2025).
| N. |                           | Ruolo | Calciatore                      |
| -- | ------------------------- | ----- | ------------------------------- |
| 2  | Paesi Bassi (bandiera)    | D     | Devyne Rensch                   |
| 3  | Spagna (bandiera)         | D     | Angeliño                        |
| 4  | Italia (bandiera)         | C     | Bryan Cristante (vice capitano) |
| 5  | Costa d'Avorio (bandiera) | D     | Evan N'Dicka                    |
| 7  | Italia (bandiera)         | C     | Lorenzo Pellegrini              |
| 8  | Marocco (bandiera)        | C     | Neil El Aynaoui                 |
| 9  | Ucraina (bandiera)        | A     | Artem Dovbyk                    |
| 11 | Irlanda (bandiera)        | A     | Evan Ferguson                   |
| 17 | Francia (bandiera)        | C     | Manu Koné                       |
| 18 | Argentina (bandiera)      | A     | Matías Soulé                    |
| 19 | Turchia (bandiera)        | D     | Zeki Çelik                      |
| 21 | Argentina (bandiera)      | A     | Paulo Dybala                    |
| 22 | Spagna (bandiera)         | D     | Mario Hermoso                   |
| 23 | Italia (bandiera)         | D     | Gianluca Mancini                |

| N. |                        | Ruolo | Calciatore                     |
| -- | ---------------------- | ----- | ------------------------------ |
| 31 | Giamaica (bandiera)    | A     | Leon Bailey                    |
| 32 | Colombia (bandiera)    | P     | Devis Vásquez                  |
| 34 | Paesi Bassi (bandiera) | D     | Anass Salah-Eddine             |
| 35 | Italia (bandiera)      | A     | Tommaso Baldanzi               |
| 43 | Brasile (bandiera)     | D     | Wesley França                  |
| 55 | Gambia (bandiera)      | C     | Ebrima Darboe                  |
| 61 | Italia (bandiera)      | C     | Niccolò Pisilli                |
| 66 | Spagna (bandiera)      | D     | Buba Sangaré                   |
| 87 | Italia (bandiera)      | D     | Daniele Ghilardi               |
| 91 | Polonia (bandiera)     | P     | Radosław Żelezny               |
| 92 | Italia (bandiera)      | A     | Stephan El Shaarawy (capitano) |
| 95 | Italia (bandiera)      | P     | Pierluigi Gollini              |
| 99 | Serbia (bandiera)      | P     | Mile Svilar                    |

## Calciomercato

### Sessione estiva(dal 1/7 al 1/9)
| Acquisti         | Acquisti            | Acquisti         | Acquisti                                          |
| R.               | Nome                | da               | Modalità                                          |
| ---------------- | ------------------- | ---------------- | ------------------------------------------------- |
| P                | Devis Vásquez       |                  | svincolato                                        |
| D                | Mario Hermoso       | Bayer Leverkusen | fine prestito                                     |
| D                | Wesley França       | Flamengo         | definitivo (25 milioni €)                         |
| D                | Daniele Ghilardi    | Verona           | prestito con obbligo di riscatto (10,5 milioni €) |
| C                | Neil El Aynaoui     | Lens             | definitivo (23 milioni €)                         |
| A                | Tammy Abraham       | Milan            | fine prestito                                     |
| A                | Evan Ferguson       | Brighton         | prestito con diritto di riscatto                  |
| A                | Leon Bailey         | Aston Villa      | prestito con diritto di riscatto                  |
| Altre operazioni |                     |                  |                                                   |
| R.               | Nome                | da               | Modalità                                          |
| P                | Radosław Żelezny    |                  | svincolato                                        |
| P                | Pietro Boer         | Pianese          | fine prestito                                     |
| P                | Davide Mastrantonio | Triestina        | fine prestito                                     |
| D                | Jan Oliveras        | Dinamo Zagabria  | fine prestito                                     |
| D                | Marash Kumbulla     | Espanyol         | fine prestito                                     |
| C                | Edoardo Bove        | Fiorentina       | fine prestito                                     |
| C                | Riccardo Pagano     | Catanzaro        | fine prestito                                     |
| C                | Ebrima Darboe       | Frosinone        | fine prestito                                     |
| A                | Luigi Cherubini     | Carrarese        | fine prestito                                     |
| A                | Ola Solbakken       | Empoli           | fine prestito                                     |

| Cessioni         | Cessioni            | Cessioni            | Cessioni                          |
| R.               | Nome                | a                   | Modalità                          |
| ---------------- | ------------------- | ------------------- | --------------------------------- |
| D                | Mats Hummels        |                     | fine carriera                     |
| D                | Victor Nelsson      | Galatasaray         | fine prestito                     |
| D                | Samuel Dahl         | Benfica             | definitivo (9 milioni €)          |
| D                | Saud Abdulhamid     | Lens                | prestito con diritto di riscatto  |
| C                | Lucas Gourna-Douath | Salisburgo          | fine prestito                     |
| C                | Enzo Le Fée         | Sunderland          | definitivo (23 milioni €)         |
| C                | Nicola Zalewski     | Inter               | definitivo (6,3 milioni €)        |
| C                | Leandro Paredes     | Boca Juniors        | definitivo (3 milioni €)          |
| C                | Alexis Saelemaekers | Milan               | fine prestito                     |
| A                | Tammy Abraham       | Beşiktaş            | prestito con obbligo condizionato |
| A                | Eldor Shomurodov    | İstanbul Başakşehir | prestito con diritto di riscatto  |
| Altre Operazioni |                     |                     |                                   |
| R.               | Nome                | a                   | Modalità                          |
| P                | Renato Marin        |                     | svincolato                        |
| P                | Davide Mastrantonio | Latina              | definitivo                        |
| P                | Pietro Boer         | Juve Stabia         | definitivo                        |
| D                | Mattia Mannini      | Juve Stabia         | prestito                          |
| D                | Jan Oliveras        | Celta Vigo          | definitivo                        |
| D                | Marash Kumbulla     | Maiorca             | prestito                          |
| D                | Filippo Reale       | Juve Stabia         | prestito                          |
| C                | Riccardo Pagano     | Bari                | prestito con diritto di riscatto  |
| A                | Ola Solbakken       | Nordsjælland        | definitivo (950 mila €)           |

### Sessione invernale(dal 2/1 al 3/2)
| Acquisti         | Acquisti         | Acquisti         | Acquisti         |
| R.               | Nome             | da               | Modalità         |
| Altre operazioni | Altre operazioni | Altre operazioni | Altre operazioni |
| R.               | Nome             | da               | Modalità         |
| ---------------- | ---------------- | ---------------- | ---------------- |

| Cessioni         | Cessioni         | Cessioni         | Cessioni         |
| R.               | Nome             | a                | Modalità         |
| Altre operazioni | Altre operazioni | Altre operazioni | Altre operazioni |
| R.               | Nome             | a                | Modalità         |
| ---------------- | ---------------- | ---------------- | ---------------- |

## Risultati

### Serie A

#### Girone di andata
| Roma 23 agosto 2025, ore 20:45 CEST 1ª giornata | Roma | – referto | Bologna | Stadio Olimpico |

| Pisa 30 agosto 2025, ore 20:45 CEST 2ª giornata | Pisa | – referto | Roma | Stadio Arena Garibaldi-Romeo Anconetani |

| Roma 14 settembre 2025, ore 12:30 CEST 3ª giornata | Roma | – referto | Torino | Stadio Olimpico |

| Roma 21 settembre 2025, ore --:-- CEST 4ª giornata | Lazio | – referto | Roma | Stadio Olimpico |

| Roma 28 settembre 2025, ore --:-- CEST 5ª giornata | Roma | – referto | Verona | Stadio Olimpico |

| Firenze 5 ottobre 2025, ore --:-- CEST 6ª giornata | Fiorentina | – referto | Roma | Stadio Artemio Franchi |

| Roma 19 ottobre 2025, ore --:-- CEST 7ª giornata | Roma | – referto | Inter | Stadio Olimpico |

| Reggio Emilia 26 ottobre 2025, ore --:-- CEST 8ª giornata | Sassuolo | – referto | Roma | Mapei Stadium - Città del Tricolore |

| Roma 29 ottobre 2025, ore --:-- CEST 9ª giornata | Roma | – referto | Parma | Stadio Olimpico |

| Milano 2 novembre 2025, ore --:-- CET 10ª giornata | Milan | – referto | Roma | Stadio Giuseppe Meazza |

| Roma 9 novembre 2025, ore --:-- CET 11ª giornata | Roma | – referto | Udinese | Stadio Olimpico |

| Cremona 23 novembre 2025, ore --:-- CET 12ª giornata | Cremonese | – referto | Roma | Stadio Giovanni Zini |

| Roma 30 novembre 2025, ore --:-- CET 13ª giornata | Roma | – referto | Napoli | Stadio Olimpico |

| Cagliari 7 dicembre 2025, ore --:-- CET 14ª giornata | Cagliari | – referto | Roma | Unipol Domus |

| Roma 14 dicembre 2025, ore --:-- CET 15ª giornata | Roma | – referto | Como | Stadio Olimpico |

| Torino 21 dicembre 2025, ore --:-- CET 16ª giornata | Juventus | – referto | Roma | Juventus Stadium |

| Roma 28 dicembre 2025, ore --:-- CET 17ª giornata | Roma | – referto | Genoa | Stadio Olimpico |

| Bergamo 3 gennaio 2026, ore --:-- CET 18ª giornata | Atalanta | – referto | Roma | Gewiss Stadium |

| Lecce 6 gennaio 2026, ore --:-- CET 19ª giornata | Lecce | – referto | Roma | Stadio Via del mare |

#### Girone di ritorno
| Roma 11 gennaio 2026, ore --:-- CET 20ª giornata | Roma | – referto | Sassuolo | Stadio Olimpico |

| Torino 18 gennaio 2026, ore --:-- CET 21ª giornata | Torino | – referto | Roma | Stadio Olimpico Grande Torino |

| Roma 25 gennaio 2026, ore --:-- CET 22ª giornata | Roma | – referto | Milan | Stadio Olimpico |

| Udine 1º febbraio 2026, ore --:-- CET 23ª giornata | Udinese | – referto | Roma | Bluenergy Stadium |

| Roma 8 febbraio 2025, ore --:-- CET 24ª giornata | Roma | – referto | Cagliari | Stadio Olimpico |

| Napoli 15 febbraio 2026, ore --:-- CET 25ª giornata | Napoli | – referto | Roma | Stadio Diego Armando Maradona |

| Roma 22 febbraio 2026, ore --:-- CET 26ª giornata | Roma | – referto | Cremonese | Stadio Olimpico |

| Roma 1º marzo 2026, ore --:-- CET 27ª giornata | Roma | – referto | Juventus | Stadio Olimpico |

| Genova 8 marzo 2026, ore --:-- CET 28ª giornata | Genoa | – referto | Roma | Stadio Luigi Ferraris |

| Como 15 marzo 2026, ore --:-- CET 29ª giornata | Como | – referto | Roma | Stadio Giuseppe Sinigaglia |

| Roma 22 marzo 2026, ore --:-- CET 30ª giornata | Roma | – referto | Lecce | Stadio Olimpico |

| Milano 4 aprile 2026, ore --:-- CEST 31ª giornata | Inter | – referto | Roma | Stadio Giuseppe Meazza |

| Roma 12 aprile 2026, ore --:-- CEST 32ª giornata | Roma | – referto | Pisa | Stadio Olimpico |

| Roma 19 aprile 2026, ore --:-- CEST 33ª giornata | Roma | – referto | Atalanta | Stadio Olimpico |

| Bologna 26 aprile 2026, ore --:-- CEST 34ª giornata | Bologna | – referto | Roma | Stadio Renato Dall'Ara |

| Roma 3 maggio 2026, ore --:-- CEST 35ª giornata | Roma | – referto | Fiorentina | Stadio Olimpico |

| Parma 10 maggio 2026, ore --:-- CEST 36ª giornata | Parma | – referto | Roma | Stadio Ennio Tardini |

| Roma 17 maggio 2026, ore --:-- CEST 37ª giornata | Roma | – referto | Lazio | Stadio Olimpico |

| Verona 24 maggio 2026, ore --:-- CEST 38ª giornata | Verona | – referto | Roma | Stadio Marcantonio Bentegodi |

### Coppa Italia

#### Fase finale
| Roma 3-17 dicembre 2025, ore --:-- CET Ottavi di finale | Roma | – | Sconosciuta | Stadio Olimpico |

### UEFA Europa League

#### Fase campionato
| 24-25 settembre 2025, ore --:-- CEST 1ª giornata |  | – |  |  |

| 2 ottobre 2025, ore --:-- CEST 2ª giornata |  | – |  |  |

| 23 ottobre 2025, ore --:-- CEST 3ª giornata |  | – |  |  |

| 6 novembre 2025, ore --:-- CET 4ª giornata |  | – |  |  |

| 27 novembre 2025, ore --:-- CET 5ª giornata |  | – |  |  |

| 11 dicembre 2025, ore --:-- CET 6ª giornata |  | – |  |  |

| 22 gennaio 2026, ore --:-- CET 7ª giornata |  | – |  |  |

| 29 gennaio 2026, ore --:-- CET 8ª giornata |  | – |  |  |

## Statistiche

### Statistiche di squadra
Statistiche aggiornate al 1° luglio 2025.
| Competizione  | Punti | In casa | In casa | In casa | In casa | In casa | In casa | In trasferta | In trasferta | In trasferta | In trasferta | In trasferta | In trasferta | Totale | Totale | Totale | Totale | Totale | Totale | DR |
| Competizione  | Punti | G       | V       | N       | P       | Gf      | Gs      | G            | V            | N            | P            | Gf           | Gs           | G      | V      | N      | P      | Gf     | Gs     | DR |
| ------------- | ----- | ------- | ------- | ------- | ------- | ------- | ------- | ------------ | ------------ | ------------ | ------------ | ------------ | ------------ | ------ | ------ | ------ | ------ | ------ | ------ | -- |
| Serie A       | 0     | 0       | 0       | 0       | 0       | 0       | 0       | 0            | 0            | 0            | 0            | 0            | 0            | 0      | 0      | 0      | 0      | 0      | 0      | 0  |
| Coppa Italia  | -     | 0       | 0       | 0       | 0       | 0       | 0       | 0            | 0            | 0            | 0            | 0            | 0            | 0      | 0      | 0      | 0      | 0      | 0      | 0  |
| Europa League | 0     | 0       | 0       | 0       | 0       | 0       | 0       | 0            | 0            | 0            | 0            | 0            | 0            | 0      | 0      | 0      | 0      | 0      | 0      | 0  |
| Totale        | -     | 0       | 0       | 0       | 0       | 0       | 0       | 0            | 0            | 0            | 0            | 0            | 0            | 0      | 0      | 0      | 0      | 0      | 0      | 0  |

### Andamento in campionato
| Giornata  | 1 | 2 | 3 | 4 | 5 | 6 | 7 | 8 | 9 | 10 | 11 | 12 | 13 | 14 | 15 | 16 | 17 | 18 | 19 | 20 | 21 | 22 | 23 | 24 | 25 | 26 | 27 | 28 | 29 | 30 | 31 | 32 | 33 | 34 | 35 | 36 | 37 | 38 |
| --------- | - | - | - | - | - | - | - | - | - | -- | -- | -- | -- | -- | -- | -- | -- | -- | -- | -- | -- | -- | -- | -- | -- | -- | -- | -- | -- | -- | -- | -- | -- | -- | -- | -- | -- | -- |
| Luogo     |   |   |   |   |   |   |   |   |   |    |    |    |    |    |    |    |    |    |    |    |    |    |    |    |    |    |    |    |    |    |    |    |    |    |    |    |    |    |
| Risultato |   |   |   |   |   |   |   |   |   |    |    |    |    |    |    |    |    |    |    |    |    |    |    |    |    |    |    |    |    |    |    |    |    |    |    |    |    |    |
| Posizione |   |   |   |   |   |   |   |   |   |    |    |    |    |    |    |    |    |    |    |    |    |    |    |    |    |    |    |    |    |    |    |    |    |    |    |    |    |    |

Fonte:  Serie A – Classifica, su legaseriea.it.
Legenda:

Luogo: C = Casa; T = Trasferta. Risultato: V = Vittoria; N = Pareggio; P = Sconfitta.

### Statistiche dei giocatori
| Giocatore       | Serie A  | Serie A | Serie A     | Serie A    | Coppa Italia | Coppa Italia | Coppa Italia | Coppa Italia | Europa League | Europa League | Europa League | Europa League | Totale   | Totale | Totale      | Totale     |
| Giocatore       | Presenze | Reti    | Ammonizioni | Espulsioni | Presenze     | Reti         | Ammonizioni  | Espulsioni   | Presenze      | Reti          | Ammonizioni   | Espulsioni    | Presenze | Reti   | Ammonizioni | Espulsioni |
| --------------- | -------- | ------- | ----------- | ---------- | ------------ | ------------ | ------------ | ------------ | ------------- | ------------- | ------------- | ------------- | -------- | ------ | ----------- | ---------- |
| Angeliño        | 0        | 0       | 0           | 0          | 0            | 0            | 0            | 0            | 0             | 0             | 0             | 0             | 0        | 0      | 0           | 0          |
| T. Baldanzi     | 0        | 0       | 0           | 0          | 0            | 0            | 0            | 0            | 0             | 0             | 0             | 0             | 0        | 0      | 0           | 0          |
| Z. Çelik        | 0        | 0       | 0           | 0          | 0            | 0            | 0            | 0            | 0             | 0             | 0             | 0             | 0        | 0      | 0           | 0          |
| B. Cristante    | 0        | 0       | 0           | 0          | 0            | 0            | 0            | 0            | 0             | 0             | 0             | 0             | 0        | 0      | 0           | 0          |
| A. Dovbyk       | 0        | 0       | 0           | 0          | 0            | 0            | 0            | 0            | 0             | 0             | 0             | 0             | 0        | 0      | 0           | 0          |
| P. Dybala       | 0        | 0       | 0           | 0          | 0            | 0            | 0            | 0            | 0             | 0             | 0             | 0             | 0        | 0      | 0           | 0          |
| N. El Aynaoui   | 0        | 0       | 0           | 0          | 0            | 0            | 0            | 0            | 0             | 0             | 0             | 0             | 0        | 0      | 0           | 0          |
| S. El Shaarawy  | 0        | 0       | 0           | 0          | 0            | 0            | 0            | 0            | 0             | 0             | 0             | 0             | 0        | 0      | 0           | 0          |
| E. Ferguson     | 0        | 0       | 0           | 0          | 0            | 0            | 0            | 0            | 0             | 0             | 0             | 0             | 0        | 0      | 0           | 0          |
| P. Gollini      | 0        | -0      | 0           | 0          | 0            | -0           | 0            | 0            | 0             | -0            | 0             | 0             | 0        | -0     | 0           | 0          |
| M. Hermoso      | 0        | 0       | 0           | 0          | 0            | 0            | 0            | 0            | 0             | 0             | 0             | 0             | 0        | 0      | 0           | 0          |
| M. Koné         | 0        | 0       | 0           | 0          | 0            | 0            | 0            | 0            | 0             | 0             | 0             | 0             | 0        | 0      | 0           | 0          |
| G. Mancini      | 0        | 0       | 0           | 0          | 0            | 0            | 0            | 0            | 0             | 0             | 0             | 0             | 0        | 0      | 0           | 0          |
| E. N'Dicka      | 0        | 0       | 0           | 0          | 0            | 0            | 0            | 0            | 0             | 0             | 0             | 0             | 0        | 0      | 0           | 0          |
| L. Pellegrini   | 0        | 0       | 0           | 0          | 0            | 0            | 0            | 0            | 0             | 0             | 0             | 0             | 0        | 0      | 0           | 0          |
| N. Pisilli      | 0        | 0       | 0           | 0          | 0            | 0            | 0            | 0            | 0             | 0             | 0             | 0             | 0        | 0      | 0           | 0          |
| D. Rensch       | 0        | 0       | 0           | 0          | 0            | 0            | 0            | 0            | 0             | 0             | 0             | 0             | 0        | 0      | 0           | 0          |
| A. Salah-Eddine | 0        | 0       | 0           | 0          | 0            | 0            | 0            | 0            | 0             | 0             | 0             | 0             | 0        | 0      | 0           | 0          |
| M. Soulé        | 0        | 0       | 0           | 0          | 0            | 0            | 0            | 0            | 0             | 0             | 0             | 0             | 0        | 0      | 0           | 0          |
| M. Svilar       | 0        | -0      | 0           | 0          | 0            | -0           | 0            | 0            | 0             | -0            | 0             | 0             | 0        | -0     | 0           | 0          |
| D. Vásquez      | 0        | -0      | 0           | 0          | 0            | -0           | 0            | 0            | 0             | -0            | 0             | 0             | 0        | -0     | 0           | 0          |
| Wesley          | 0        | 0       | 0           | 0          | 0            | 0            | 0            | 0            | 0             | 0             | 0             | 0             | 0        | 0      | 0           | 0          |

## Giovanili

### Organigramma
- Responsabile Settore Giovanile: Bruno Conti

Primavera
- Allenatore: Federico Guidi

#### Giovanili
Under 18
- Allenatore:

Under 17
- Allenatore:

Under 16
- Allenatore:

Under 15
- Allenatore:

### Piazzamenti

#### Primavera
- Campionato:
- Coppa Italia:

#### Under 18
- Campionato:

#### Under 17
- Campionato:

#### Under 16
- Campionato:

#### Under 15
- Campionato:

#### Under 14 Elìte Regionali
- Campionato: